# Preventori

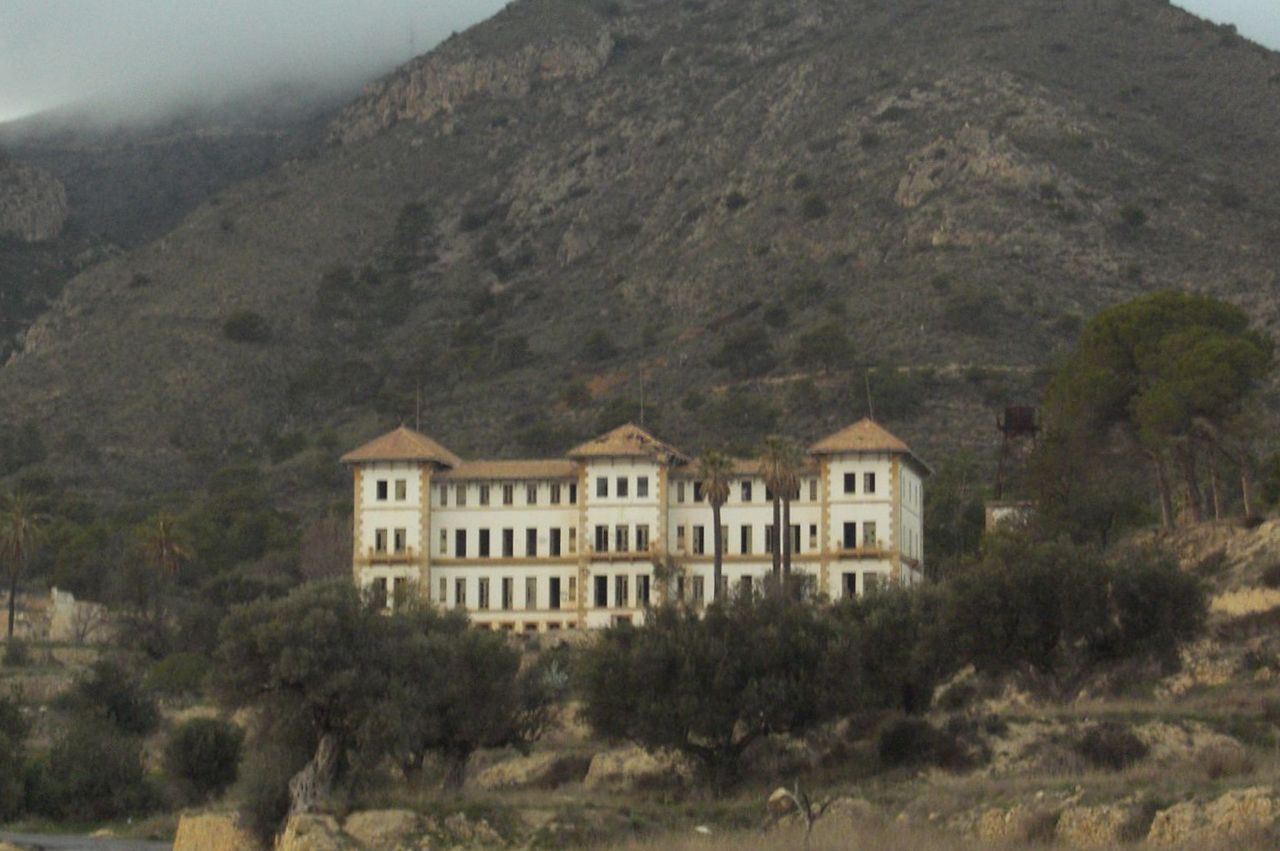
Preventori d'Aigües

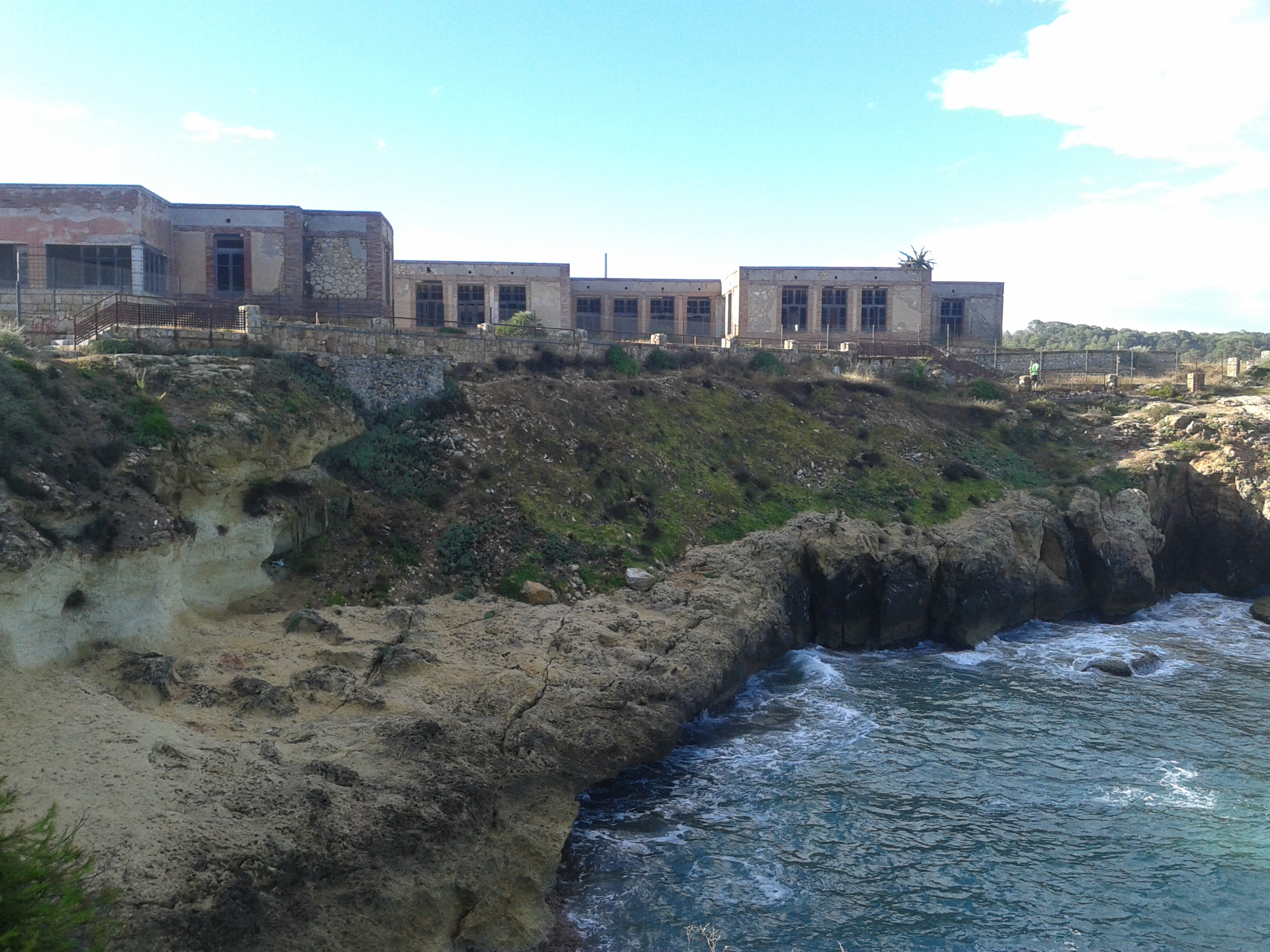
Preventori de la Savinosa

Un preventori era una institució o edifici destinat a la prevenció del desenvolupament i propagació de malalties, com la tuberculosi infantil. Populars a principis del segle xx, van ser dissenyats per aïllar aquests pacients dels individus no infectats, així com dels pacients que presentaven símptomes externs. Es buscaven ubicacions al camp, aïllades i altes per a la respiració de l'aire pur, o aprofitant l'existència d'aigües termals. El filantrop Nathan Straus va obrir el primer preventori a Preventorium Road a Lakewood, Nova Jersey el 1909.
A Espanya van tenir especial importància, i se'n van crear nombrosos per iniciativa estatal durant el franquisme. Avui en dia estan abandonats o rehabilitats per a usos turístics.